# Herbert Waniek
Herbert Waniek (* 17. Oktober 1897 in Wien; † 11. Mai 1949 ebenda) war ein österreichischer Regisseur und Schauspieler.
Er war der Sohn von Rudolf Waniek, der ein Haushaltswarenhändler und k.u.k. Hoflieferant war.
Herbert Waniek hatte seine ersten Regiearbeiten 1921 am Deutschen Theater in Brünn, 1922 am Deutschen Volkstheater in Wien. 1924 war er als Schauspieler am Wiener Theater in der Josefstadt unter der Führung von Max Reinhardt tätig.
1926 gründete er das "Theater des Neuen" mit und arbeitete als Regisseur von Matineevorstellungen moderner Dramen im Theater in der Josefstadt. Er wechselte rüber und war 1927 Schauspieler, Regisseur und Oberspielleiter am Schauspielhaus Zürich. 1930 wurde er Oberspielleiter in Essen, 1931 kehrte er zum Zürcher Schauspielhaus zurück. Von 1933 bis 1949 war er Regisseur am Burgtheater mit insgesamt 66 Inszenierungen.